# Władysław Szczepaniak

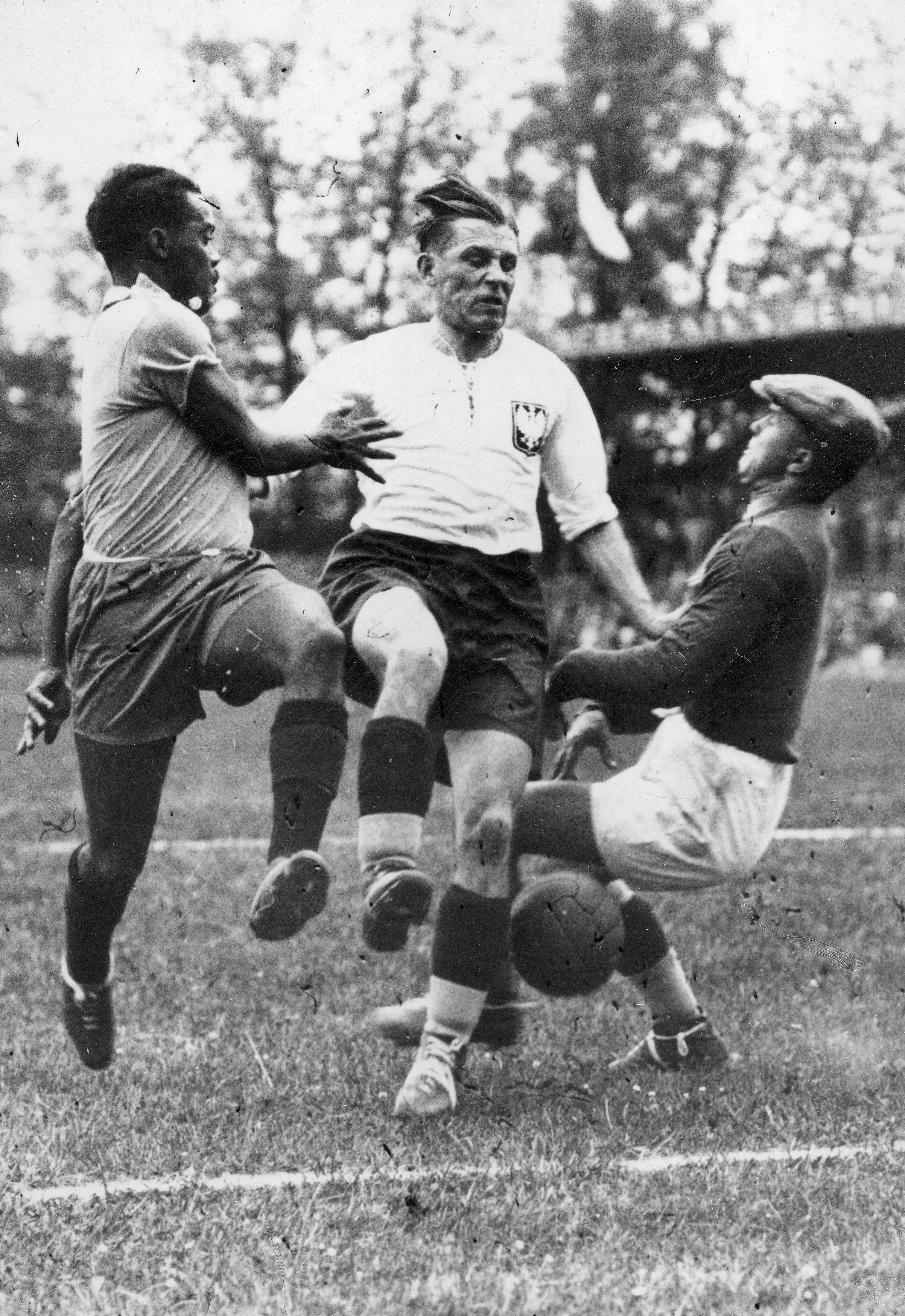
Władysław Szczepaniak (Mitte)

Władysław Szczepaniak (* 19. Mai 1910 in Warschau; † 6. Mai 1979 ebenda) war ein polnischer Fußballspieler.
Der Verteidiger Władysław Szczepaniak spielte seine gesamte Laufbahn für Polonia Warschau. Der 34-fache polnische Nationalspieler war Kapitän seines Clubs und der Nationalmannschaft. Sein Debüt in der polnischen Liga gab er 1928 noch als Stürmer, wurde in den folgenden Jahren jedoch zum Verteidiger umgeschult. Seine aktive Laufbahn endete 1947. Als Kapitän der Nationalmannschaft führte er Polen zum vierten Platz bei den Olympischen Spielen in Berlin 1936 und zur Fußball-Weltmeisterschaft 1938 in Frankreich. Bei der WM in Frankreich spielte Polen im K.-o.-System gegen Brasilien und verlor mit 5:6. Das Spiel gilt bis heute als eines der besten der WM-Geschichte und des polnischen Fußballs.
Er war auch Mannschaftskapitän bei zwei Länderspielen gegen die DFB-Elf: 1936 in Berlin (1:1) und 1938 in Chemnitz (1:4); bei der zweiten Partie erzielte sein direkter Gegenspieler Helmut Schön ein Tor. „Der Kicker“ widmete ihm als Schlüsselspieler auf polnischer Seite in seinem Bericht über die Partie neben Ernst Willimowski eine freundlich gemeinte Karikatur.
Im Zweiten Weltkrieg nahm Szczepaniak an den Spielen der Warschauer Stadtmeisterschaft im Untergrund teil. Er setzte sich damit der Gefahr einer Festnahme durch die Gestapo aus, denn die deutschen Besatzer hatten den Polen jeglichen organisierten Sport verboten. Der Fußball im Untergrund wurde nach dem Krieg als patriotischer Akt angesehen, Szczepaniak durfte aus diesem Grunde beim ersten Länderspiel Polens nach dem Zweiten Weltkrieg am 11. Juni 1947 in Oslo seine Mannschaft wieder als Kapitän anführen.